# Nagy színjátszólepke
A nagy színjátszólepke (Apatura iris) a rovarok (Insecta) osztályának lepkék (Lepidoptera) rendjébe, ezen belül a tarkalepkefélék (Nymphalidae) családjába tartozó faj.

## Előfordulása
A nagy színjátszólepke az Egyesült Királyság déli részétől és Észak-Spanyolországtól keletre szinte egész Európában és tovább Ázsia mérsékelt övi részein egészen Kínáig előfordul. Magyarországon a domb- és hegyvidékek erdőségeiben él.

## Megjelenése
A nagy színjátszólepke szárnyfesztávolsága 55-65 milliméter. A két pár pikkelyes szárny szorosan egymás mögött helyezkedik el. A hímek szárnyai a legtöbb nézőpontból lilásbarnák fehér rajzolattal, de egy adott szögből élénk liláskéken csillannak be. A színváltás szerepe a védekezés és az ellenség megtévesztése. A nőstény szárnyán nincs ilyen csillogó réteg, ezért az kevésbé feltűnő. A nőstény határozottan nagyobb a hímnél, fehér rajzolata kiterjedtebb és nincsenek lila pikkelyei: szárnya egyértelműen barna.
Testét sűrű, apró sörte borítja, ami bársonyos külsőt kölcsönöz a lepkének. Csápjainak végén rendkívül kifinomult érzékelőkkel fogja fel a szagjeleket.
A hernyó szájszerve egy pár rágó, a kifejlett lepkéé pödörnyelv.
|  |  |

## Életmódja
Ez a nappali lepke többnyire magasan az erdő lombozatában található meg, tehát az egyszerű járókelő főleg az erdei utakon, illetve a patakvölgyekben pillanthatja meg. Leginkább délelőtt és késő délután aktív; ilyenkor időnként a nedves földön szívogat vagy elhullott állatok tetemén táplálkozik. Előnyben részesíti a ritkás ártéri erdőket és a kevert lomberdőket. Szárnyait nyugalmi állapotban függőlegesen a teste felett tartja.
A hernyó a kecskefűz vagy egyéb füzek levelével táplálkozik, a kifejlett lepke nektárt és állati ürüléket fogyaszt. Az imágó mintegy 2 hónapig él.
A nőstény júniusban és júliusban többnyire egyesével rakja le a petéit a növényekre. A hernyó 8 hónap alatt fejlődik bábbá. Augusztus-szeptemberben, majd áttelelve május végéig táplálkozik. A fák kérge alatt a telet átalvó hernyó színe zöldről barnára vált, majd amikor tavasszal táplálkozni visszamászik a levelekre, visszazöldül. A bábból 2-3 hét alatt fejlődik ki a lepke.

## Rokon fajok
A nagy színjátszólepke legközelebbi rokona a kis színjátszólepke (Apatura ilia). Távolabbi rokon a nagy nyárfalepke (Limenitis populi) és a kis lonclepke (Limenitis camilla).